# Spiloconis maculata
Spiloconis maculata is een insect uit de familie van de dwerggaasvliegen (Coniopterygidae), die tot de orde netvleugeligen (Neuroptera) behoort. 
De wetenschappelijke naam Spiloconis maculata is voor het eerst geldig gepubliceerd door Enderlein in 1906.